# Nous n'irons plus au bois (film, 1970)
Pour les articles homonymes, voir Nous n'irons plus au bois (homonyme).
Pour plus de détails, voir Fiche technique et Distribution.
Nous n'irons plus au bois est un film français réalisé en 1968 par Georges Dumoulin et sorti en 1970.

## Synopsis
Au printemps 1944, dans la forêt de la Woëvre, en Lorraine, un groupe de jeunes maquisards accueille quatre déserteurs allemands. dirigé par Saint-Brice est installé dans la forêt de Woevre. Lise, une jeune fille de dix-neuf ans, est leur agent de liaison. Un soir, quatre soldats allemands déserteurs se présentent à eux. Après une période de doute, les maquisards acceptent de les intégrer à leur groupe. Lise tombe amoureuse de l'un des nouveaux venus, Werner, et devient sa maîtresse. Elle part un jour en mission avec Lucien, et tombe sur une patrouille ennemie. Les SS fusillent Lucien et libèrent Lise. Au camp, on commence à penser que le maquis a été trahi.

## Fiche technique
- Titre : Nous n'irons plus au bois
- Réalisation : Georges Dumoulin
- Scénario et dialogues : Catherine Varlin
- Photographie : Alain Derobe
- Musique : Michel Sendrez
- Son : Henri Moline
- Décors : Jacques Mawart
- Montage : Delphine Desfons
- Directeur de production : Philippe Senné
- Sociétés de production : Société Nouvelle de Cinématographie - Sofracima
- Tournage : du 24 juin au 3 août 1968
- Pays de production :  France
- Durée : 90 minutes
- Date de sortie : France - 16 septembre 1970

## Distribution
- Richard Leduc : Saint-Brice
- Marie-France Pisier : Lise
- Siegfried Rauch : Werner
- Jacques Higelin : Simon
- Georges Beller
- Romain Bouteille
- Georges Claisse
- Claude Confortès
- Henri Déus
- Jean-Pierre Ducos
- Sylvain Joubert
- François Marthouret
- Georges Rouquier
- Serge Rousseau
- Rufus
- Vania Vilers

## Distinctions
- 1969 : Sélection au Festival de Locarno
- 1969 : Sélection à la Quinzaine des réalisateurs du Festival de Cannes[1]

## Lieux de tournage
Le tournage s'est déroulé notamment en Meuse (citadelle de Montmédy, Marville, Verdun...) lors de l'été 1968.